# 石清水八幡宮権別当田中宗清願文
石清水八幡宮権別当田中宗清願文（いわしみずはちまんぐうごんのべっとうたなかそうせいがんもん）は、鎌倉時代に作成された願文である。漢文と仮名文の二種類の本文が現存することで知られている。

## 概要
仏事法会の際、その主催者である施主の願意を述べた文章を願文と呼ぶ。願文は元来漢文で記されるものであったが、鎌倉時代になると、仮名を交えて表記されたものが作成されるようになった。
石清水八幡宮権別当田中宗清願文は、もともと儒者の大江周房が漢文で作成したものを、石清水八幡宮の社僧であった田中宗清の請により、藤原定家が仮名交じりに書き下したものと考えられている。結果、ほぼ同一の文章を持つ、漢文の願文と仮名交じり文の願文の二種類が作成された。
藤原定家による書き下しは、一部に改変を加えた部分や、漢文との対応箇所を欠く部分も見られるものの、概して原漢文を忠実に仮名文に置き換えたものである。よって、鎌倉時代当時の漢文の読みを知るうえで貴重な資料である。

## 伝本
大江周房による漢文は、大日本古文書「石清水文書」ならびに群書類従に活字本が収められるが、願文中の16箇条の順序は両者で異なっている。
藤原定家による仮名文は、「天理図書館善本叢書」に影印が収載される。仮名文は13箇条を有するが、この箇条の順序も、漢文の活字本二種のいずれとも異なる。
この他、漢文と仮名文の両者を直接的に比較参照できる活字文が作成されている。